# إيكو نايت 2: ذا لورد أوف نايتميرس
إيكو نايت 2: ذا لورد أوف نايتميرس (باليابانية: エコーナイト#2 眠りの支配者) ، وينطق اليابانية إيكونايت 2: نيموري نو شيهايشا ومعناها بالإنجليزية ملك الكوابيس (بالإنجليزية: Echo Night 2: The Lord of Nightmares)‏ ، وهي لعبة فيديو من نوع مغامرة من منظور الشخص الأول ورعب ومحاولة النجاة، أنتجت بواسطة شركة فروم سوفت وير اليابانية سنة 1999م ونزلت إلى السوق الياباني في شهر أغسطس.

## الترجمة إلى اللغة الإنجليزية
تمكن أحد الجماهير المبرمجين الذين يهتمون باللغة اليابانية من ترجمة اللعبة إلى اللغة الإنجليزية سنة 2015 برغم أن إصدار اللعبة كانت حصرية باللغة اليابانية.